# Macroglobulinemia de Waldenström
A macroglobulinemia de Waldenström é uma doença que envolve a proliferação anormal de um subtipo de células brancas do sangue chamadas linfócitos. A atribuição principal é o anticorpo IgM. É um tipo de doença linfoproliferativa, e compartilha características clínicas com os linfomas não-Hodgkin indolentes.
A doença foi nomeada em homenagem ao médico sueco Jan Waldenström, que identificou a doença pela primeira vez.
A macroglobulinemia de Waldenström é um tipo de distúrbio linfoproliferativo caracterizado pela proliferação anormal de células plasmáticas, que produzem grandes quantidades de uma proteína chamada imunoglobulina M (IgM). Essa acumulação de proteína no sangue pode interferir no funcionamento dos órgãos e causar sintomas como cansaço, fraqueza, sangramento fácil e problemas neurológicos.
O tratamento para a macroglobulinemia de Waldenström depende da gravidade da doença e pode incluir quimioterapia, terapia direcionada, imunoterapia ou transplante de medula óssea em casos mais graves. Além disso, os pacientes geralmente precisam de acompanhamento contínuo com um hematologista para monitorar a evolução da doença e ajustar o tratamento conforme necessário.
Causas:
A causa exata da macroglobulinemia de Waldenström não é completamente compreendida, mas acredita-se que seja devido a uma mutação genética que leva à superprodução de células plasmáticas produtoras de IgM.
Sintomas:
Os sintomas da macroglobulinemia de Waldenström podem incluir fadiga, fraqueza, sangramento fácil, aumento dos gânglios linfáticos, febre, suores noturnos, perda de peso não intencional, dormência ou formigamento nas extremidades devido a problemas neurológicos e distúrbios visuais.
Tratamento:
O tratamento da macroglobulinemia de Waldenström visa reduzir os sintomas, retardar a progressão da doença e melhorar a qualidade de vida do paciente. As opções de tratamento incluem terapia direcionada, quimioterapia, imunoterapia, transplante de células-tronco e terapia de suporte para controlar os sintomas.
Cura:
A macroglobulinemia de Waldenström não tem cura, mas é uma condição crônica que pode ser controlada com tratamento adequado. Os pacientes geralmente podem levar uma vida relativamente normal com acompanhamento médico regular e adesão ao tratamento prescrito. Em alguns casos, a doença pode ter períodos de remissão, mas até o momento não há uma cura definitiva.
https://www.scielo.br